# Monts Zeravchan
Les monts Zeravchan (ou chaîne de Zeravchan) sont une chaîne de montagnes qui borde au sud la rivière Zeravchan dans son cours supérieur, au Tadjikistan et en Ouzbékistan.

## Géographie
Les monts Zeravchan s'étendent sur 370 kilomètres en direction est-ouest, au sud de la province tadjike de Sughd, culminant à 5 489 mètres d'altitude au pic Chimtarga, dans leur partie centrale. Au sud-ouest de la ville de Pendjikent, ils traversent la frontière tadjike et continuent à l'ouest sur le territoire de l'Ouzbékistan. Là, leur élévation moyenne diminue nettement (1 500 à 2 000 m). Ils longent alors la limite entre les provinces de Samarcande et de Sourkhan-Daria. À ce niveau, dans le raion ouzbek d'Ourgout se trouve le gouffre Kievskaya, la seconde plus profonde cavité souterraine naturelle d'Ouzbékistan (1 080 mètres en 2018), après Boj Bulok (ru) (1 415 mètres en 2018). À leur extrémité occidentale, ils disparaissent dans le désert du Kizyl Koum, au sud-ouest de la ville de Samarcande.

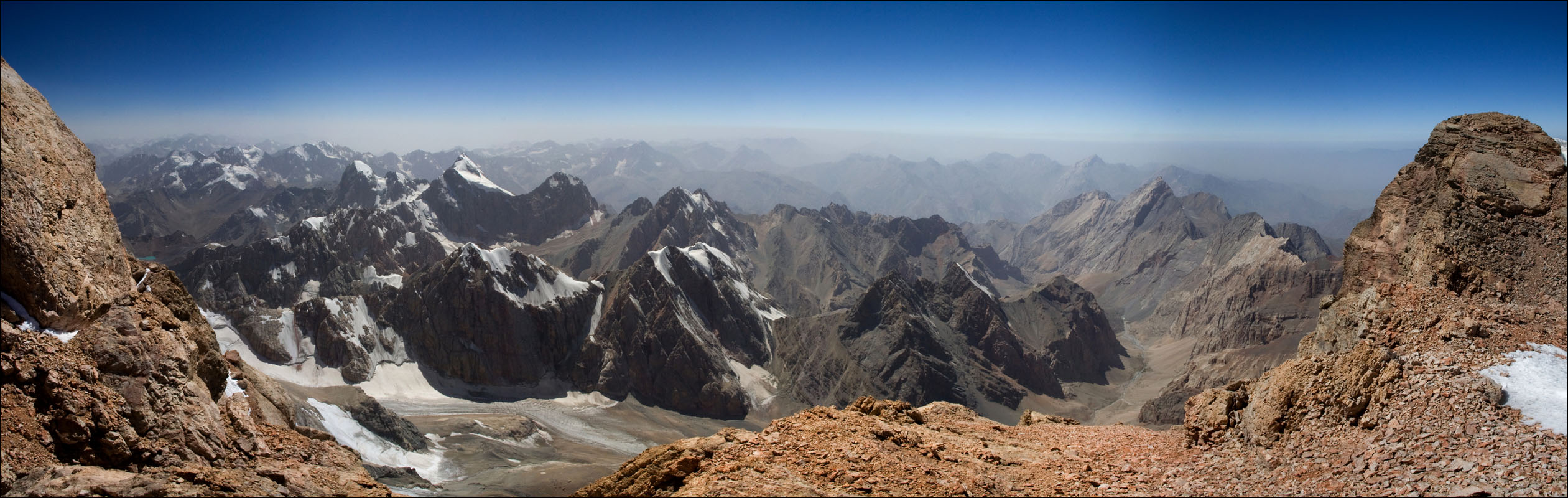
Panorama depuis le pic Chimtarga.